# 日本とデンマークの関係
本稿では、日本とデンマークの関係 / 日丁関係（英語: Denmark–Japan relations）について述べる。なお、東京在住のデンマーク人は約500人である。在日デンマーク大使館は東京都渋谷区に、在デンマーク日本国大使館はコペンハーゲンのHavneholmenに所在している。
1867年の日丁修好通商航海条約に伴い、外交関係が樹立された。第二次世界大戦に伴って外交関係が断たれ、1952年に国交を回復するまでの時期を除き、外交関係は続いている 。

## 交流のはじまり
日本とデンマークの接触が始まったのは、デンマーク東インド会社が設立された1600年代初頭とされる。1867年日丁修好通商航海条約締結（徳川幕府が外国と結んだ最後の条約）。1871年（明治4年）、不平等条約改正交渉のため渡航した岩倉使節団はデンマークに5日間滞在し、1873年4月19日には国王・クリスチャン9世に謁見、帰国後、使節紀行纂輯専務心得の久米邦武は『特命全権大使米欧回覧実記』（1878年）の中に「嗹馬国ノ記」の一章を設けてデンマークを紹介。1895（明治28）10月19日、1867年の条約を改正した日本・デンマーク通商航海条約がコペンハーゲンで調印され、その翌年に批准・公布(日本側の全権は赤羽四郎、デンマーク側はレーツス・トウト）。
民間では1866年に来日したデンマーク人商人フレデリック・クレブス(Otto Frederick Krebs, 1838-1913)が、1874年に炭鉱採掘技師として三菱に入社し、のちに幹部にまで出世した。1892年から森鷗外がアンデルセンの『即興詩人』の邦訳を断続的に発表し、1902年に単行本として刊行、典雅な美文でロングセラーとなった。1900年にはヴァルデマー王子が来日。デンマークの農事改良についてはたびたび紹介されて定評があり、 1908年には、衰退した養鶏業を共同経営で復興させた広島県のある村が「小丁抹（小デンマーク。丁抹はデンマークの漢字表記）」と呼ばれて称賛された。
1911年(明治44年)に内村鑑三が『デンマルク国の話:信仰と樹木とを以て国を救ひし話』を講演し、エンリコ・ダルガスの植林事業を優れた施策として紹介。1912年には、植民地統治にあたっていた台湾総督府技師の東郷実がデンマークの農業改革を高く評価し『丁抹農業論』を著し、翌1913年には、デンマークのニコライ・フレデリク・セヴェリン・グルントヴィの教育事業に触れたドイツのホルマン(Anton Heinrich Hollmann)による『国民高等学校と農民文明』（那須皓訳）が刊行されるなど、プロシアとの戦争に敗れて疲弊した国を農業改革や教育で再興させたデンマークの試みは日本の農本思想家たちの共感を呼んだ。
1923（大正12）年にはエミール・フェンガ一家が模範農家として北海道庁に招かれ、5年間滞在してデンマーク式酪農を指導。1926（大正15）年には、デンマークのボトヴェ陸軍飛行大尉（1895-1964）と陸軍二等技師のオールセン少尉が世界で初めて飛行機でコペンハーゲン－東京間を往復。同年、デンマークの教育機関フォルケホイスコーレを参考に、加藤完治が日本国民高等学校を、1936年には松前重義が東海大学の母体となる私塾を開設するなど、デンマークは農業と教育の理想の国というイメージが定着していった。

## 貿易

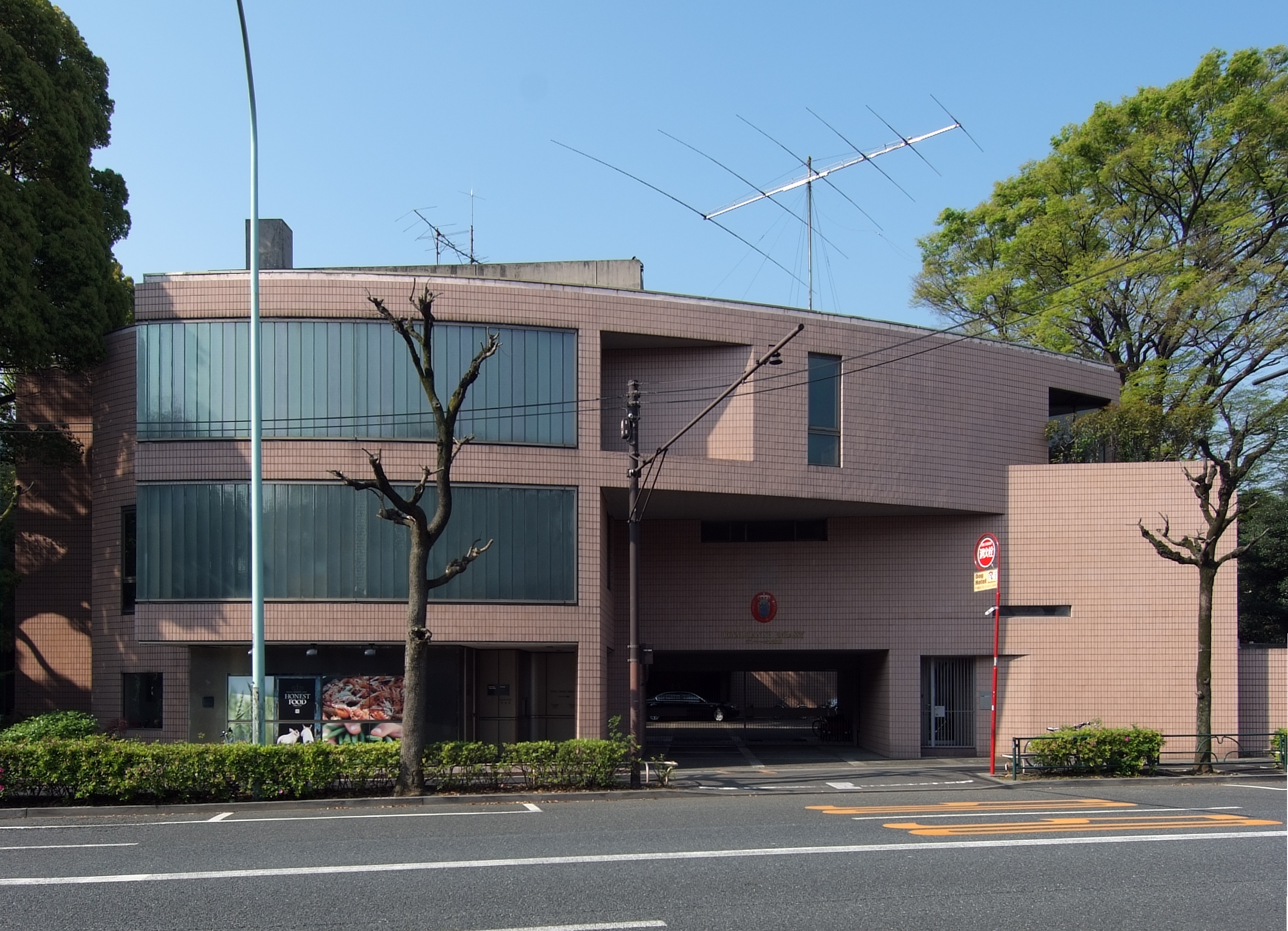
在日デンマーク大使館

1988年には両国の貿易額は20億ドルに達している。日本からデンマークへは乗用車やバイク、コンピューターが主に輸出されている。デンマークから日本へは豚肉、エビ、チーズ、医薬品が輸出されている。また、日本にはレゴやノボノルディスクなどのデンマークの企業が進出している。

## 日本皇室とデンマーク王室の交流
- 1900年（明治37年）: ヴァルデマー王子は1899年（明治36年）から9か月をかけて防護巡洋艦ヴァルキリエンでアジア各地を訪問し、日本には1900年3月に立ち寄り、皇室と交流した[20]。
- 1953年（昭和28年）に当時の皇太子明仁親王がイギリスのエリザベス女王の戴冠式出席の帰路にデンマークを訪問。フレゼリク9世とイングリット王妃に謁見[21]。
- 1985年（昭和60年）にマルグレーテ2世が国賓として来日。同年、返礼として皇太子並びに同妃美智子、昭和天皇の名代としてデンマークを訪問、マルグレーテ2世に謁見。
- 1989年（平成元年）2月にヘンリック王配、昭和天皇の大喪の礼出席のために来日。
- 1990年（平成2年）11月、明仁天皇の即位の礼出席のためにマルグレーテ2世、ヘンリック王配、来日。
- 1998年（平成10年）5月に天皇皇后夫妻が国賓としてデンマーク訪問。
- 2004年（平成16年）5月に当時の皇太子徳仁親王がフレゼリク皇太子の結婚式に参列のためデンマーク訪問。同年11月にマルグレーテ2世が国賓として日本訪問。天皇皇后夫妻は皇室御用列車などを利用して歓迎。
- 2011年（平成23年）6月にフレゼリク皇太子が東日本大震災の復興を支援するために日本訪問。
- 2015年（平成27年）3月にはグリーンランドの文化を宣伝するためフレゼリク皇太子及びメアリー皇太子妃が日本訪問。
- 2017年（平成29年）10月に国交樹立150年の記念してフレゼリク皇太子及びメアリー皇太子妃が日本訪問。
- 2019年（令和元年）10月、徳仁天皇の即位礼出席のためにフレデリク皇太子及びメアリー皇太子妃、来日。

## 外交使節

### 駐日デンマーク大使館
- 住所：東京都渋谷区猿楽町29-6
- アクセス：東急東横線代官山駅正面口

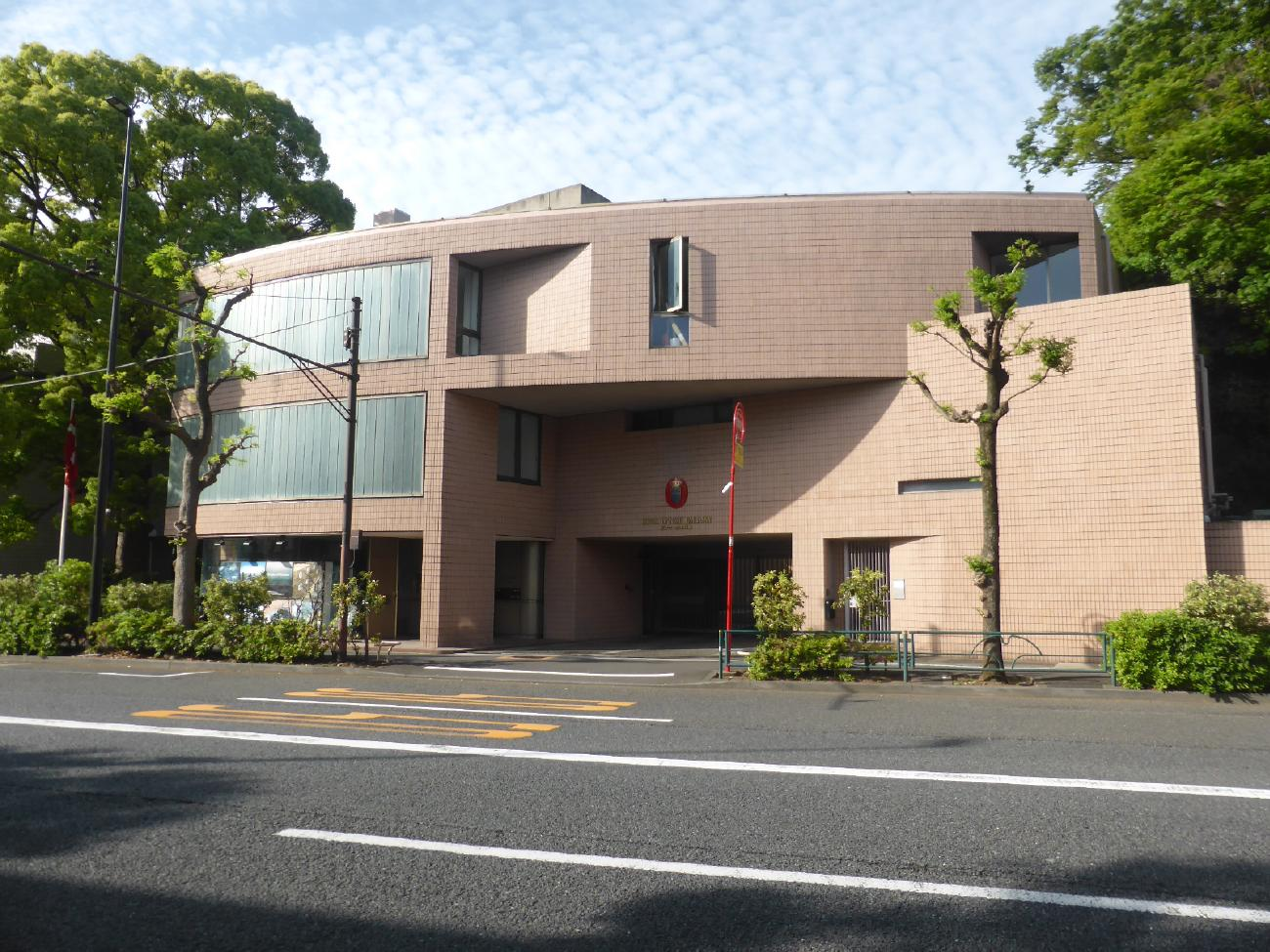
デンマーク大使館全景
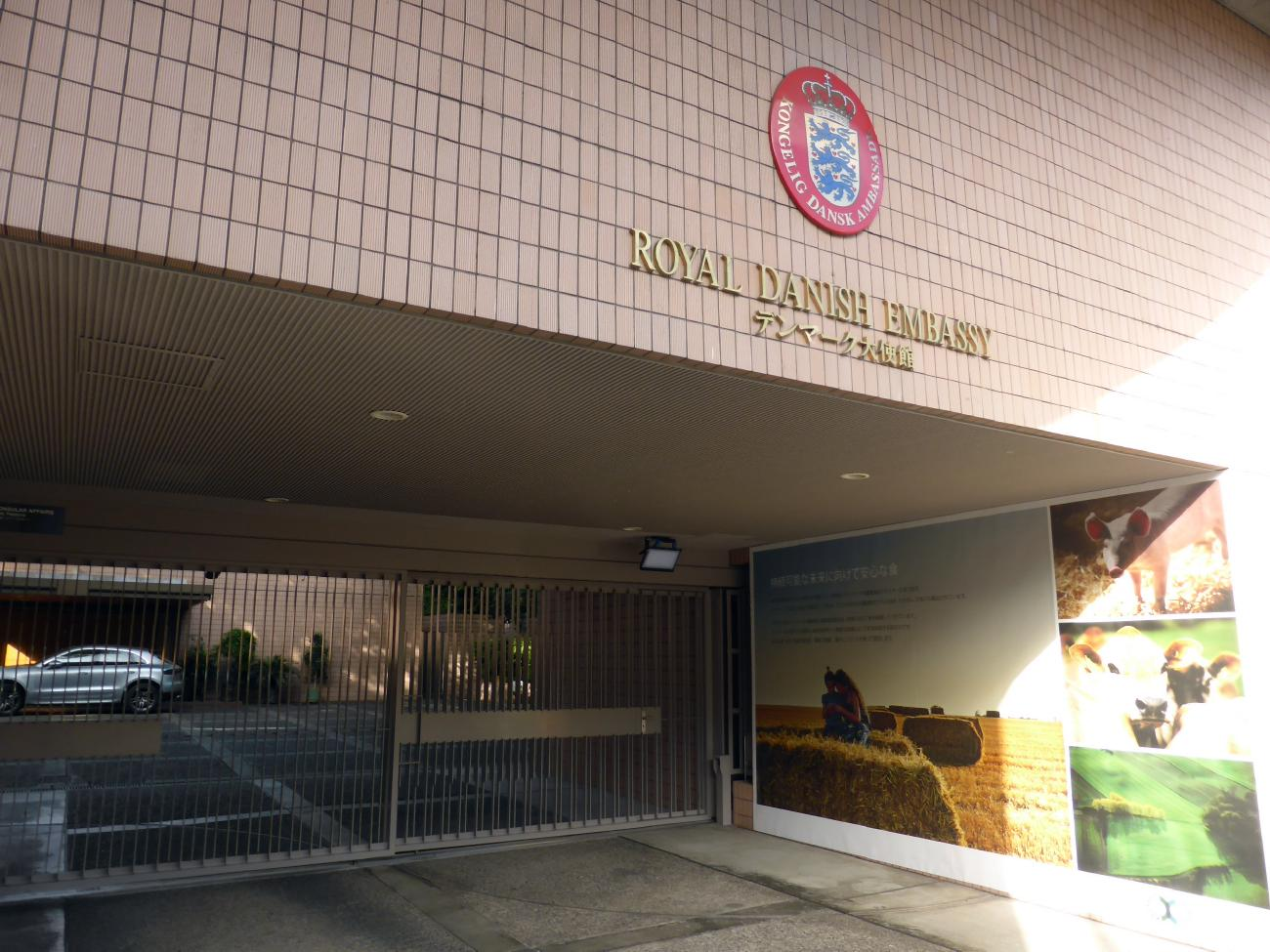
デンマーク大使館正面玄関
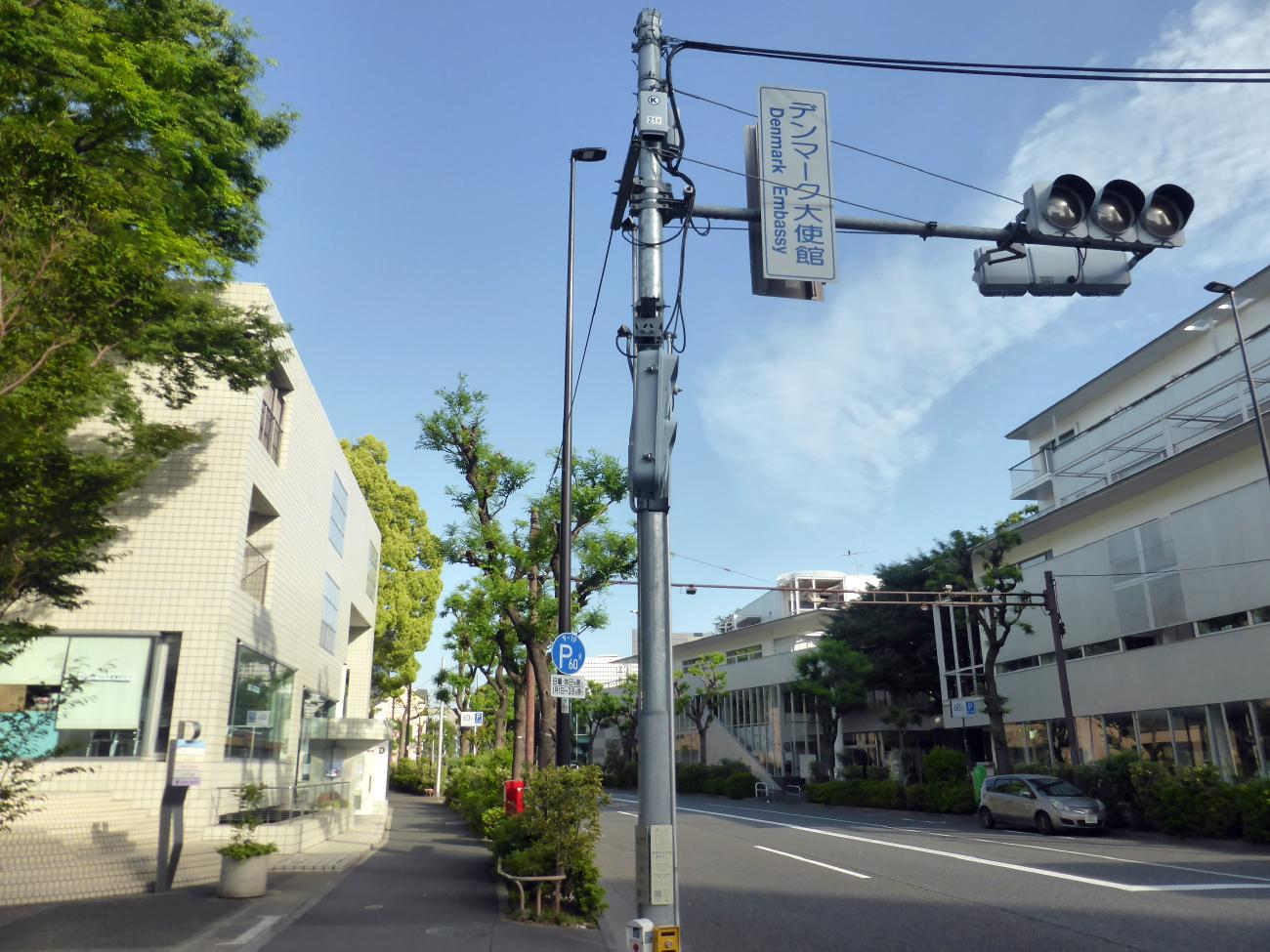
信号機にデンマーク大使館の案内

### 駐日デンマーク大使
- ジョシム・ヘンリック・ゲオ・ツイトフン＝アデーラー（1967年～、信任状捧呈は9月18日[22]）
- ティーエ・ダルゴー（デンマーク語版）（1972年～、信任状捧呈は9月22日[23]）
- ピーター・ブルックナー（1997年～、信任状捧呈は9月30日[24]）
- ？？？？（2001年～、信任状捧呈は9月20日[25]）
- フレディ・スヴェイネ（2005～2008年、信任状捧呈は10月31日[26]）
- フランツ＝ミカエル・スキョル・メルビン（2008～2011年、信任状捧呈は11月4日[27]）
- アナス・カーステン・ダムスゴー（2011～2015年、信任状捧呈は11月25日[28]）
- フレディ・スヴェイネ（再任、2015～2019年、信任状捧呈は10月15日[29]）
- （臨時代理大使）マーティン・ミケルセン（2019年）
- ピーター・タクソ＝イェンセン（英語版）（2019～2024年、信任状捧呈は12月11日[30]）
- （臨時代理大使）マヤ・ソフィー　ブアゴー（2024～2025年）
- ヤール・フリース＝マスン（2025年～、信任状捧呈は1月20日[31]）